# Лейк-Хенри (город, Миннесота)
Лейк-Хенри (англ. Lake Henry) — город в округе Стернс, штат Миннесота, США. На площади 0,4 км² (0,4 км² — суша, водоёмов нет), согласно переписи 2002 года, проживают 90 человек. Плотность населения составляет 250,6 чел./км².
- FIPS-код города — 27-34478[1]
- GNIS-идентификатор — 0646362[2]